# Кастел Вискардо
Кастел Вискардо (итал. Castel Viscardo) је насеље у Италији у округу Терни, региону Умбрија.
Према процени из 2011. у насељу је живело 1085 становника. Насеље се налази на надморској висини од 494 м.

## Становништво
| 1936. | 1951. | 1961. | 1971. | 1981. | 1991. | 2001. | 2011. |
| ----- | ----- | ----- | ----- | ----- | ----- | ----- | ----- |
| 2.894 | 3.024 | 2.817 | 2.661 | 2.661 | 2.830 | 3.047 | 3.028 |